# Mikael "Mille" Olsson
Mikael "Mille" Olsson är fd. målvaktstränare i bland annat Hammarby IF Fotboll och Sveriges damlandslag i fotboll. 
"Mille" skrev inför säsongen 2008 på som målvaktstränare i Hammarby IF Fotboll. "Mille" hade arbetat som målvaktstränare för pojk- och ungdomslandslag i tio år. Som spelare hade "Mille" ett förflutet i BKV Norrtälje, IF Brommapojkarna och Spårvägen. Efter spelarkarriären blev "Mille" assisterande- och målvaktstränare i Vasalund och Spårvägen innan han blev anställd hos Svenska Fotbollförbundet. Därefter fortsatte karriären som målvaktstränare i Hammarby IF. Han var under åren 2011-2017 samtidigt målvaktstränare i Sveriges damlandslag i fotboll.
I november 2024 meddelades att "Mille" går i pension och lämnar sitt uppdrag i Hammarby.